# Gabronthus thermarum
Gabronthus thermarum är en skalbaggsart som först beskrevs av Aubé 1850.  Gabronthus thermarum ingår i släktet Gabronthus, och familjen kortvingar. Arten är reproducerande i Sverige.